# 커스티리 포터
커스티리 포터(Kirsty-Leigh Porter, 1988년 12월 30일 ~ )는 잉글랜드의 배우이다. 연속극 《코로네이션 스트리트》의 조이 윌슨 역, 《에머데일》의 로즈 필딩 역, 《홀리오크》의 릴라 로맥스 역으로 출연했다.